# Microcoelia
Microcoelia – rodzaj roślin z rodziny storczykowatych (Orchidaceae). Są to epifity występujące w takich krajach i regionach jak: Angola, Benin, Burundi, Kamerun, Gwinea Równikowa, Republika Środkowoafrykańska, Komory, Erytrea, Etiopia, Gabon, Ghana, wyspy Zatoki Gwinejskiej, Wybrzeże Kości Słoniowej, Kenia, prowincja KwaZulu-Natal, Liberia, Madagaskar, Malawi, Mauritius, Mozambik, Nigeria, Rwanda, Reunion, Sierra Leone, Sudan, Tanzania, Togo, Uganda, Zambia, Zimbabwe, Demokratyczna Republika Konga.

## Morfologia
PokrójBezlistne, wieloletnie rośliny zielne z krótkimi łodygami. Korzenie zielonkawe lub szarawe, wydłużone, nierozgałęzione lub z kilkoma gałęziami.
KwiatyKwiatostany od kilku do wielu kolczastych kwiatów. Kwiaty drobne, białe czasem z zielonym, różowym lub brązowym odcieniem. Działki kielicha i płatki boczne pełne. Warżka trójłatkowa, ostroga raczej krótka. Prętosłup bardzo krótki lub wydłużony. Dwa krótkie lub bardzo długie płatki rostellum. Dwie pyłkowiny bezszypułkowe na pojedynczych trzonach. Jedna tarczka nasadowa (łac. viscidium) o różnych kształtach.

## Systematyka
Rodzaj sklasyfikowany do podplemienia Angraecinae w plemieniu Vandeae, podrodzina epidendronowe (Epidendroideae), rodzina storczykowate (Orchidaceae), rząd szparagowce (Asparagales) w obrębie roślin jednoliściennych.
Wykaz gatunków
- Microcoelia africana (R.Rice) R.Rice
- Microcoelia aphylla (Thouars) Summerh.
- Microcoelia aurantiaca (Schltr.) Summerh.
- Microcoelia bispiculata L.Jonss.
- Microcoelia bulbocalcarata L.Jonss.
- Microcoelia caespitosa (Rolfe) Summerh.
- Microcoelia corallina Summerh.
- Microcoelia cornuta (Ridl.) Carlsward
- Microcoelia decaryana L.Jonss.
- Microcoelia dolichorhiza (Schltr.) Summerh.
- Microcoelia elliotii (Finet) Summerh.
- Microcoelia exilis Lindl.
- Microcoelia gilpiniae (Rchb.f. & S.Moore) Summerh.
- Microcoelia globulosa (Hochst.) L.Jonss.
- Microcoelia grahamii (R.Rice) R.Rice
- Microcoelia hirschbergii Summerh.
- Microcoelia jonssonii Szlach. & Olszewski
- Microcoelia koehleri (Schltr.) Summerh.
- Microcoelia konduensis (De Wild.) Summerh.
- Microcoelia leptostele (Summerh.) L.Jonss.
- Microcoelia longipes (R.Rice) R.Rice
- Microcoelia macrantha (H.Perrier) Summerh.
- Microcoelia macrorrhynchia (Schltr.) Summerh.
- Microcoelia megalorrhiza (Rchb.f.) Summerh.
- Microcoelia microglossa Summerh.
- Microcoelia moreauae L.Jonss.
- Microcoelia nyungwensis L.Jonss.
- Microcoelia obovata Summerh.
- Microcoelia ornithocephala P.J.Cribb
- Microcoelia perrieri (Finet) Summerh.
- Microcoelia physophora (Rchb.f.) Summerh.
- Microcoelia sanfordii L.Jonss.
- Microcoelia smithii (Rolfe) Summerh.
- Microcoelia stolzii (Schltr.) Summerh.